# Det vackra livet
Det vackra livet är en synthpop-grupp från Göteborg. Medlemmarna i bandet är syskonen Henrik Ekström och Philip Ekström som också är verksamma i indiepopgruppen The Mary Onettes.
I januari 2011 släppte Det vackra livet sin första singel, ”Viljan”, och den 4 maj släpptes deras självbetitlade debutplatta Det vackra livet på skivbolaget Labrador. Skivan fick genast goda recensioner och flera recensenter drog paralleller till den engelska rockgruppen The Cure.
Från början var Det vackra live ett projekt som aldrig var tänkt att bli officiellt. Den äldre brodern Henrik hittade brorsan Philips texter i en byrålåda. Tanken var att de texterna skulle bli låtar på ett nytt The Mary Onettes-album, men inspirationen att skriva på engelska saknades och Philip började då istället att skriva på svenska. Poeten Claes Andersson har varit en stor inspiration på debutalbumet, liksom bröderna Ekströms mormors självbiografi. Bandmedlemmarna säger själva att de är influerade av många 80-talsband, och att de mer lånat ett visst sound än inspiration från ett särskilt band. Bandnamnet ”Det Vackra Livet” kommer ursprungligen från en låt av Reeperbahn, och är även en summering av skivan enligt bröderna Ekström. Våren 2011 gjorde "Det Vackra Livet" flera livespelningar, bland annat i Malmö, Stockholm och Göteborg. Sommaren 2011 ska de även spela på Peace and Love-festivalen i Borlänge.
Bröderna kommer ursprungligen från Jönköping, men bor sedan fem respektive tio år i Göteborg. I musiken finns mycket av deras gemensamma uppväxt i Jönköping; sommarstugor och barndom. De är medvetna om att de själva och deras musik kan vara rätt så pretentiösa, men säger att de "hoppas att vi fyller ett hål i Musiksverige. Det finns för lite musik med pretentioner."

## Diskografi

### Studioalbum
- 2011 – Det vackra livet (Labrador)

### EP
- 2011 - Viljan (Labrador)